# Monesi
Les Monesi ou Onesii étaient un peuple aquitain de Novempopulanie mentionné par Pline l'Ancien qui les situe dans le Saltus Pyrenaeus.

## Localisation
Selon H. Verneilh-Puiraseau, le nom des Monesi, donné par Pline dans sa liste des peuples d'Aquitaine (Histoire naturelle, IV, 108-109), serait passé à leur capitale, Monein, située dans le Béarn entre Pau et Navarrenx, dans le département des Pyrénées Atlantiques. Selon Paul-Marie Duval, le nom des Monesi, qui n'apparaît nulle part ailleurs, peut être une transcription erronée pour Onesii : Strabon (IV, 2.1) mentionne une ville d'Aquae Onesiorum dépendant des Convènes ; ils peuvent être situés dans la vallée de l'One, près de Bagnères-de-Luchon (Haute-Garonne).

## Langues
On n'a aucun document dans leur langue. On suppose qu'ils parlaient l'aquitain ou proto-basque. 

Localisations possibles
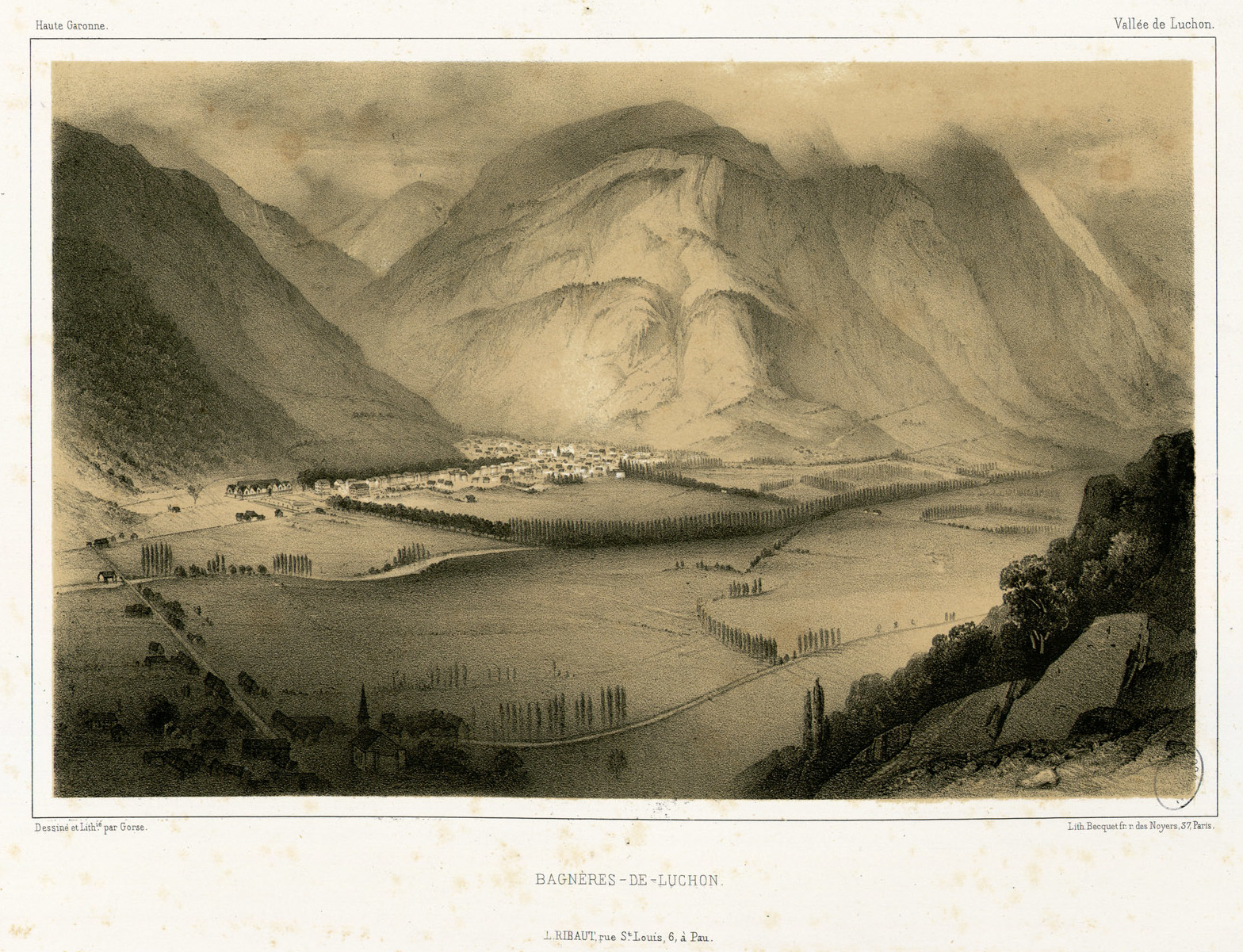
Vallée de l'One près de Bagnères-de-Luchon, gravure de Pierre Gorse (1816-1875)
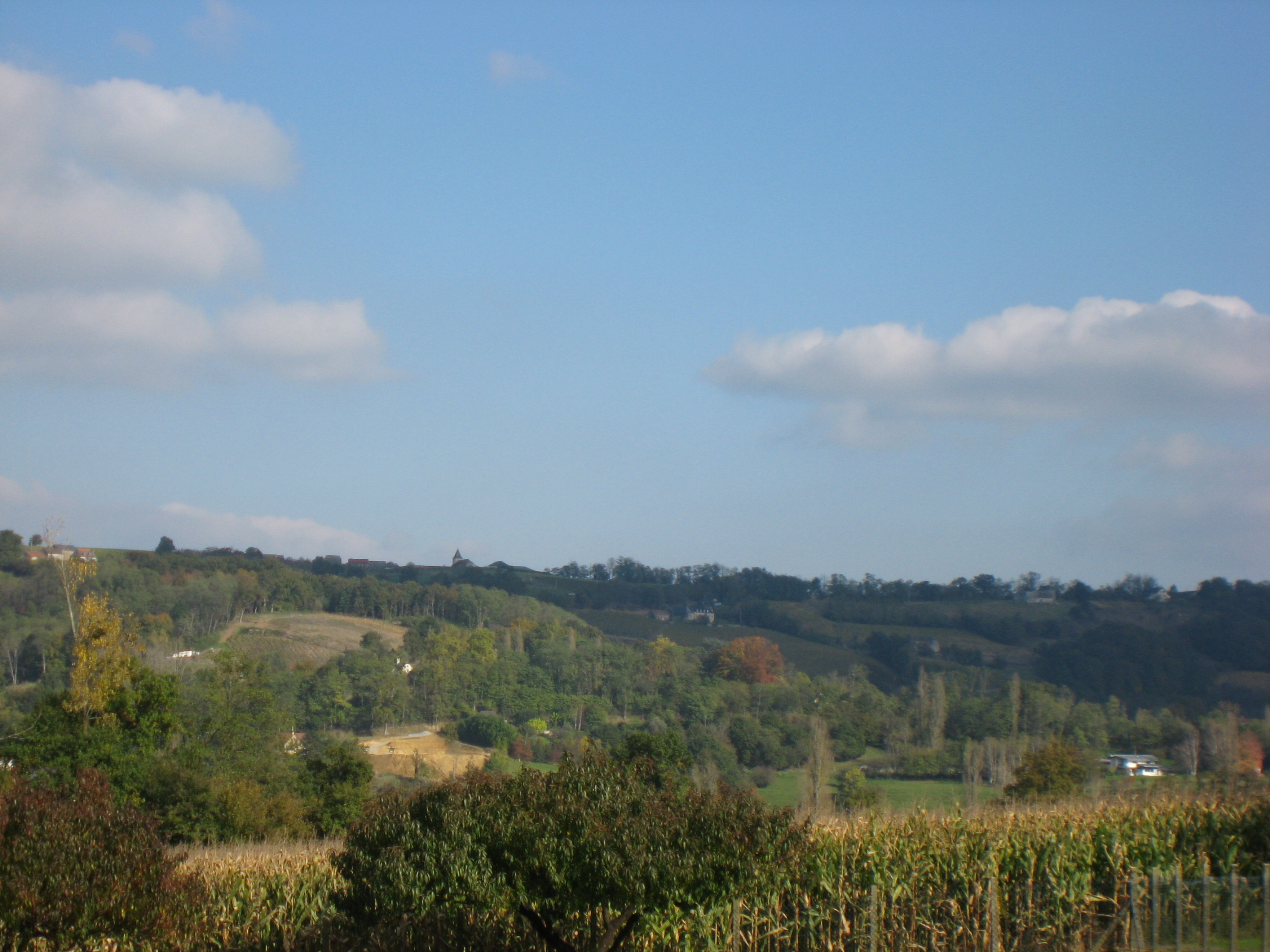
Paysage des environs de Monein en 2007